# 11324 Hayamizu
11324 Hayamizu è un asteroide della fascia principale. Scoperto nel 1995, presenta un'orbita caratterizzata da un semiasse maggiore pari a 2,5562268 UA e da un'eccentricità di 0,1507674, inclinata di 5,64267° rispetto all'eclittica.